# جوك ماكنزي
جوك ماكنزي (بالإنجليزية: Jock Mackenzie)‏ (1882 في المملكة المتحدة - ) هو لاعب كرة قدم بريطاني في مركز الظهير. لعب مع إلغين سيتي ‏.